# كأس النيجر
كأس النيجر (بالفرنسية: Coupe du Niger de football)‏ ، هي بطولة رسمية لكرة القدم في النيجر، أسس البطولة سنة 1974م.

## وصلة خارجية
- Niger - List of Cup Winners, RSSSF.com